# Rajd Dakar 1993
Rajd Dakar 1993 (Rajd Paryż - Dakar 1993) – piętnasta edycja terenowego Rajdu Dakar, która odbyła się na trasie Paryż - Dakar (Po roku rajd wrócił do swojej pierwotnej trasy). Startowało 154 konkurentów. W kategorii samochodów tryumfował po raz pierwszy Bruno Saby, zaś w kategorii motocykli Stephane Peterhansel.